# The Teddy Bears
The Teddy Bears was een Amerikaanse popband, die in 1958 werd opgericht door Phil Spector. De andere leden waren Annette Kleinbard en Marshall Lieb.

## Bezetting
- Phil Spector
- Annette Kleinbard
- Marshall Leib
- Carol Connors
- Sandy Nelson
- Harvey Goldstein

## Geschiedenis
Na zijn afstuderen aan de Fairfax High School in Los Angeles, Californië, raakte Phil Spector geobsedeerd door To Know Him Is to Love Him, een nummer dat hij had geschreven voor zijn groep The Teddy Bears. Na een haastige auditie bij Era Records, die aanbood een studiosessie te financieren, namen The Teddy Bears het nummer op in de Gold Star Studios voor $ 75. Uitgebracht bij het Doré-label van Era in augustus 1958, duurde het twee maanden voordat To Know Him Is to Love Him airplay kreeg.
Het werd een wereldwijde hit. De plaat bleef 23 weken in de Billboard Hot 100, waarvan 11 in de Top Tien en stond drie weken op nummer 1 in de hitparade. Het bereikte ook nummer 2 in de UK Singles Chart. Het verkocht meer dan twee en een half miljoen exemplaren en werd bekroond met een gouden schijf door de RIAA. Op 19-jarige leeftijd had Spector de bestverkochte plaat van het land geschreven, gearrangeerd, gespeeld, gezongen en geproduceerd. Hoewel latere publicaties van The Teddy Bears  goed opgenomen softpop waren bij Imperial Records, verkochten deze niet en binnen een jaar na het debuut ontbond Spector de groep. Hun ondergang werd bespoedigd doordat Kleinbard in 1960 ernstig gewond raakte bij een auto-ongeluk.
Spector was niet de enige Teddy Bear die na de ontbinding van de groep carrière maakte. Harvey Goldstein werd registeraccountant. Annette Kleinbard bleef liedjes schrijven en opnemen en veranderde haar naam in Carol Connors. Onder haar nummers zijn de hit Hey Little Cobra van The Rip Chords en het voor een Academy Awards genomineerde Rocky-themalied Gonna Fly Now, geschreven in samenwerking met Ayn Robbins. Leib sloot zich aan bij The Hollywood Argyles, speelde gitaar op enkele platen van Duane Eddy en produceerde materiaal, opgenomen door onder meer The Everly Brothers.

## Discografie

### Albums
- 1959: The Teddy Bears Sing!

### Singles
| Jaar                                                               | Titel                                                                                    | Label    | Hoogst bereikte positie | Hoogst bereikte positie | Hoogst bereikte positie | Hoogst bereikte positie | Hoogst bereikte positie | Album                 |
| Jaar                                                               | Titel                                                                                    | Label    | VS Billboard            | VS Cashbox              | VS Record World         | VS R&B                  | VK                      | Album                 |
| ------------------------------------------------------------------ | ---------------------------------------------------------------------------------------- | -------- | ----------------------- | ----------------------- | ----------------------- | ----------------------- | ----------------------- | --------------------- |
| 1958                                                               | To Know Him, Is to Love Him Don't You Worry, My Little Pet                               | Doré     | 1                       | 1                       | 1                       | 10                      | 2                       | Non-album single      |
| 1959                                                               | Oh, Why? I Don't Need You Anymore                                                        | Imperial | 91 98                   | 53 —                    | 50 —                    | —                       | —                       | The Teddy Bears Sing! |
| 1959                                                               | If You Only Knew (The Love I Have For You) You Said Goodbye" (from The Teddy Bears Sing! | Imperial | —                       | —                       | —                       | —                       | —                       | Non-album singles     |
| 1959                                                               | Wonderful, Lovable You Till You'll Be Mine                                               | Doré     | —                       | —                       | 108                     | —                       | —                       | Non-album singles     |
| 1959                                                               | Don't Go Away Seven Lonely Days                                                          | Imperial | —                       | —                       | —                       | —                       | —                       | The Teddy Bears Sing! |
| "—" geeft aan dat de publicatie zich niet plaatste in de hitlijst. |                                                                                          |          |                         |                         |                         |                         |                         |                       |